# Janův Důl
Janův Důl (německy Johannesthal) je obec v okrese Liberec, v Libereckém kraji. Leží 11 km na jihozápad od Liberce a 1,5 km severovýchodně od Osečné. Protéká jí Ploučnice. Žije zde 179 obyvatel.

## Historie
Obec byla založena roku 1569 Janem z Oppersdorfu.

## Pamětihodnosti
- Kaplička z roku 1796

## Seznam starostů
- Jan Mašek (do listopadu 2018)
- Josef Jadrný (od listopadu 2018)

## Galerie

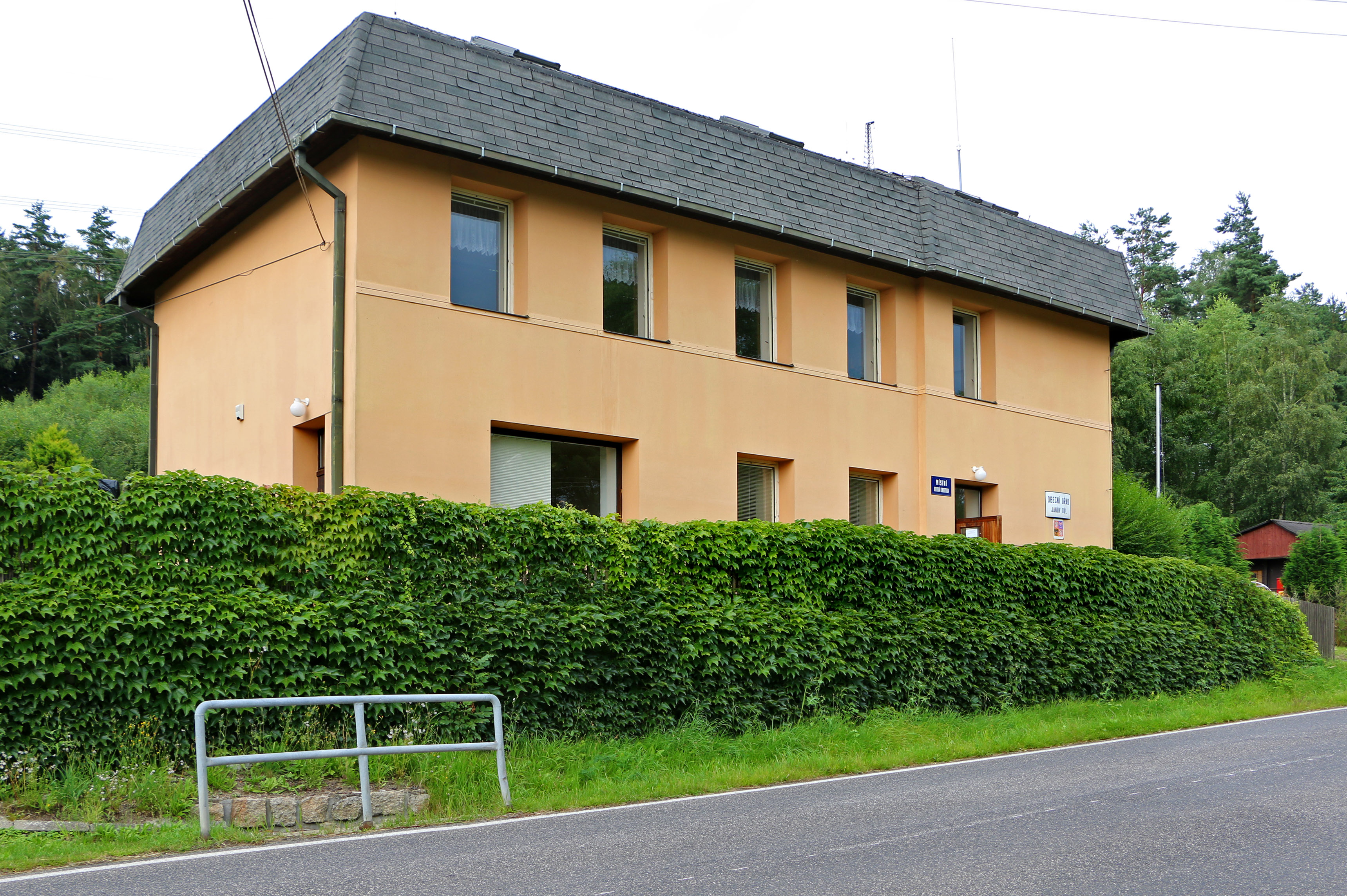
Obecní úřad
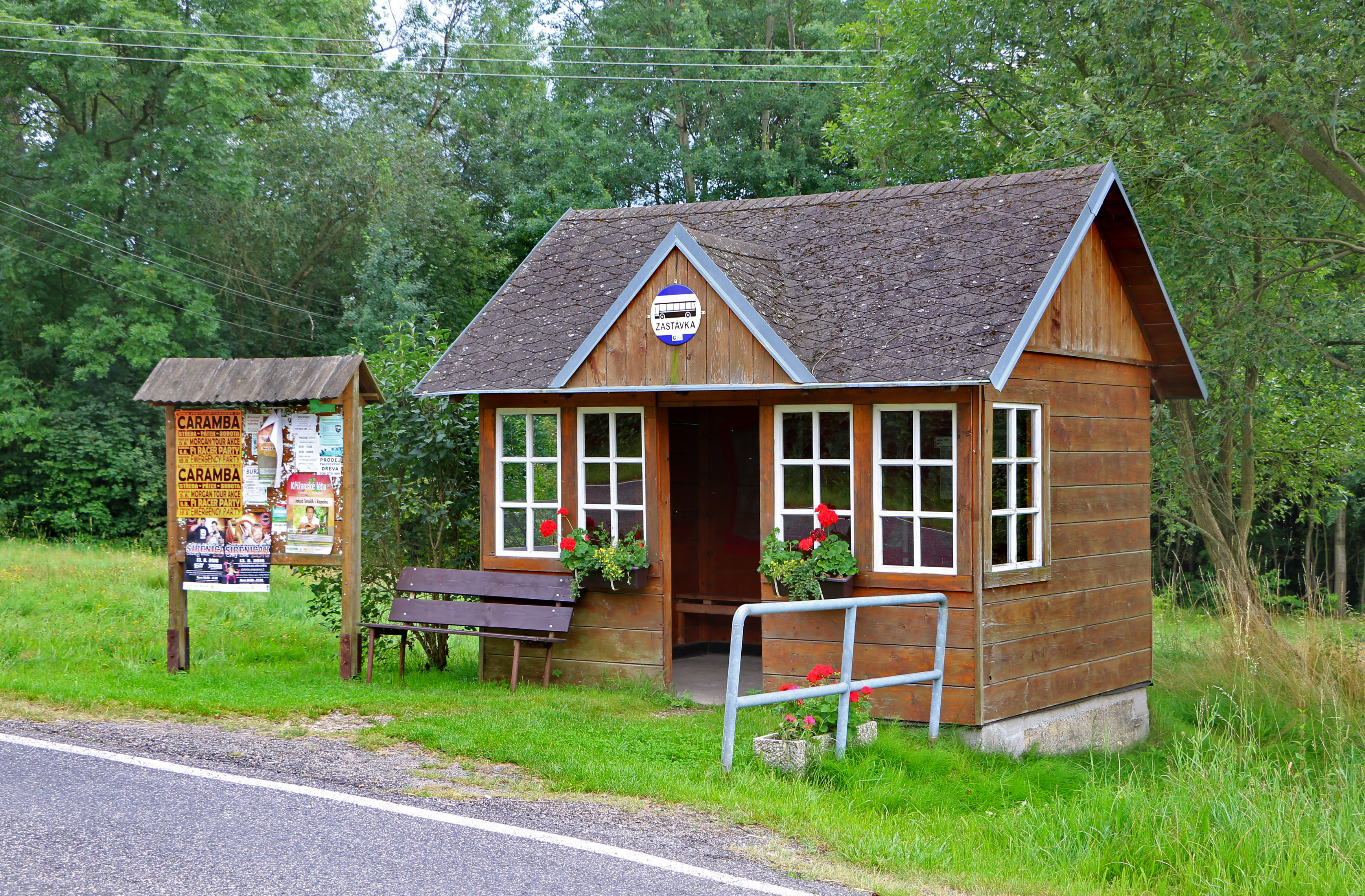
Zastávka
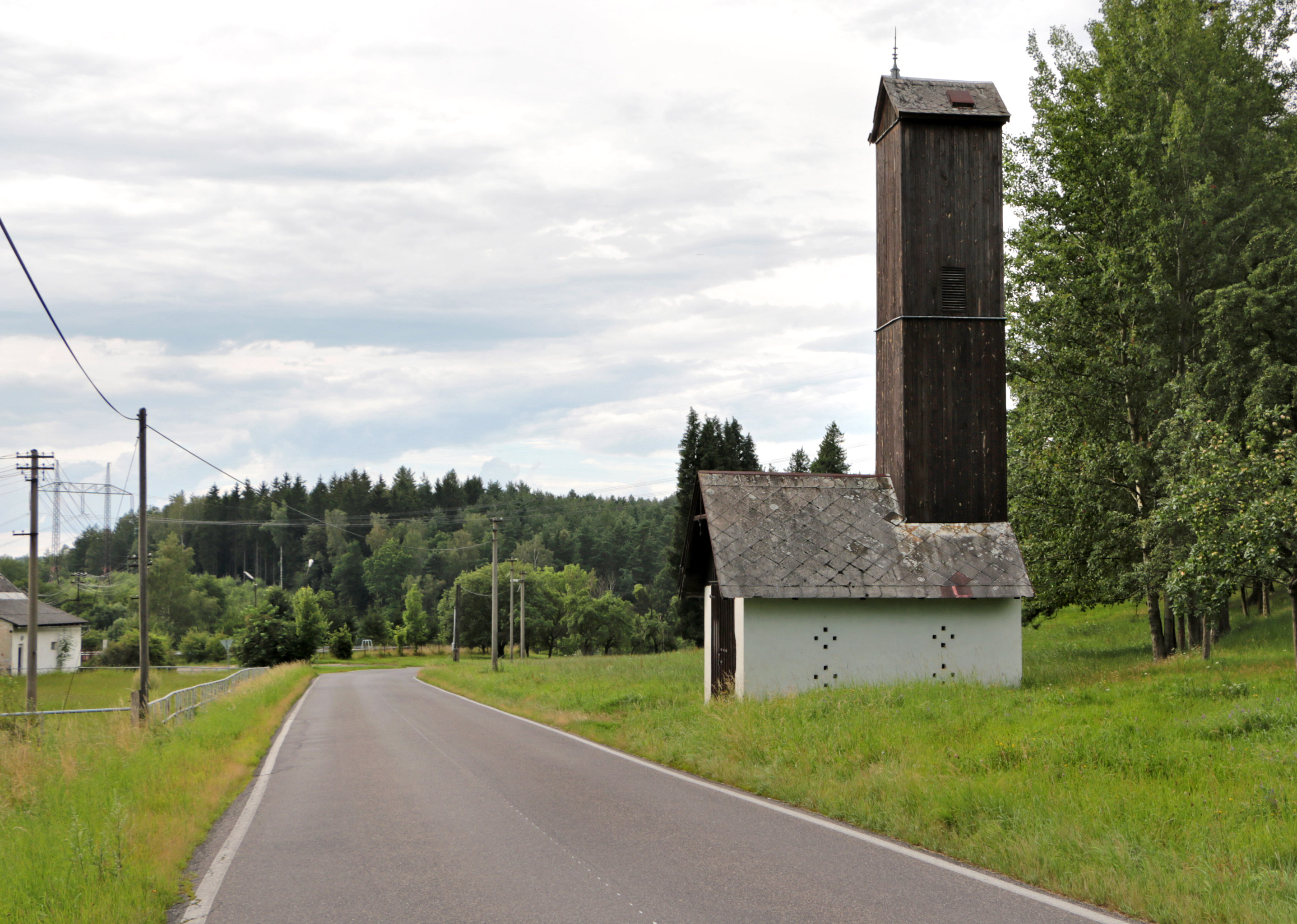
Bývalá hasičská zbrojnice